# Texcaltitlán
Texcaltitlán är en kommun i Mexiko.   Den ligger i delstaten Mexiko, i den södra delen av landet, 100 km sydväst om huvudstaden Mexico City. Antalet invånare är 15 824. Arean är 142 kvadratkilometer.
Terrängen i Texcaltitlán är kuperad österut, men västerut är den bergig.
Följande samhällen finns i Texcaltitlán:
- San Agustín
- Texcapilla
- Gavia Chica
- Palo Amarillo
- Las Tablas
- El Agostadero
- Ojo de Agua
- San José
- Los Lirios